# 霍劍平
霍劍平（1924年4月19日—2004年4月17日），台灣籃球運動員。他曾代表中華民國參加1956年夏季奧林匹克運動會和1959年世界籃球錦標賽等國際賽事，其中在1959年世界籃球錦標賽協助球隊獲得隊史最佳的第四名。退役後曾執教國內多支隊伍，並率領中華民國參與亞洲盃籃球賽及威廉·瓊斯盃國際籃球邀請賽，也曾帶領馬來西亞參加1970年亞洲運動會。2004年4月17日，因糖尿病、心臟病纏身離世，享壽80歲。
么女霍世澄是華航女籃隊球員，曾多次入選中華台北女子籃球代表隊國手，外孫郭翰也活躍於學生籃球中。

## 外部連結
- 霍劍平在fiba.basketball（英语）
- 霍劍平在fiba.basketball（英语）
- 霍劍平在archive.fiba.com（存檔）（英语）
- 霍劍平在archive.fiba.com（存檔）（英语）
- 霍劍平在Basketball-Reference.com（國際）（英语）
- 霍劍平在Proballers（英语）
- 霍劍平在Olympedia（英语）